# Šport u 1910.
◄◄ | ◄ | 1907. | 1908. | 1909. | 1910.  | 1911. | 1912. | 1913. | ► | ►►
Arhitektura • Astronomija • Biologija • Film • Fotografija • Glazba • Kazalište • Kemija • Kiparstvo • Knjige • Književnost • Kršćanstvo • Meteorologija • Medicina • Planinarstvo • Politika • Pravo • Promet • Slikarstvo • Strip • Šport • Televizija • Znanost • Zrakoplovstvo • Željeznički promet
Šport u 1910.

## Svijet

### Osnivanja
- PEC Zwolle, nizozemski nogometni klub

## Hrvatska i u Hrvata

### Osnivanja
- HŠK Svačić Petrinja, hrvatski nogometni klub
- NK Sloga Nova Gradiška, hrvatski nogometni klub
- NK Zmaj Zadar, hrvatski nogometni klub
- ŠK Columbia Karlovac, hrvatski nogometni klub

### Rođenja
- 1. veljače – Aleksandar Kovačević, atletičar († 1979.)

## Vanjske poveznice
|  | Zajednički poslužitelj ima još gradiva o temi Šport u 1910. |